# Daxata ustulata
Daxata ustulata är en skalbaggsart som beskrevs av Francis Polkinghorne Pascoe 1866. Daxata ustulata ingår i släktet Daxata och familjen långhorningar. Inga underarter finns listade i Catalogue of Life.